# Zdeněk Bláha (lední hokejista)
Zdeněk Bláha (26. června 1924 – 12. března 2023) byl československý hokejový obránce. Po skončení hráčské kariéry působil jako trenér ve Francii, v Jugoslávii, Německu a Itálii.

## Hráčská kariéra
Za reprezentaci Československa nastoupil v letech 1949 až 1950 v 6 utkáních, ve kterých dal 1 gól. Byl odchovancem klubu NV Bratislava, za který v A-týmu odehrál pět sezón. V lize hrál dále za ATK Praha, ZJS Zbrojovka Spartak Brno, Dynamo Pardubice, TJ Baník Chomutov a Tatru Smíchov.

## Trenérská kariéra
Trénoval v bývalé Jugoslávii, mistrovský titul získal v sezóně 1956/57 s HK Jesenice a ve Francii, kde získal s Gap HC mistrovské tituly v letech 1977 a 1978. Dva roky byl hlavním trenérem Francouzské hokejové reprezentace.